# Galeazzo Campi
Galeazzo Campi (Cremona, 1475 circa – Cremona, 1536) è stato un pittore italiano, attivo durante il periodo rinascimentale nel Cremonese e nelle province di Milano e Bergamo.

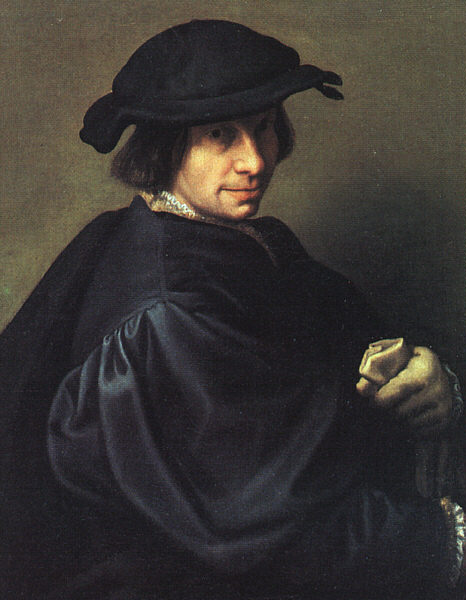
Galeazzo Campi, dipinto da suo figlio Giulio

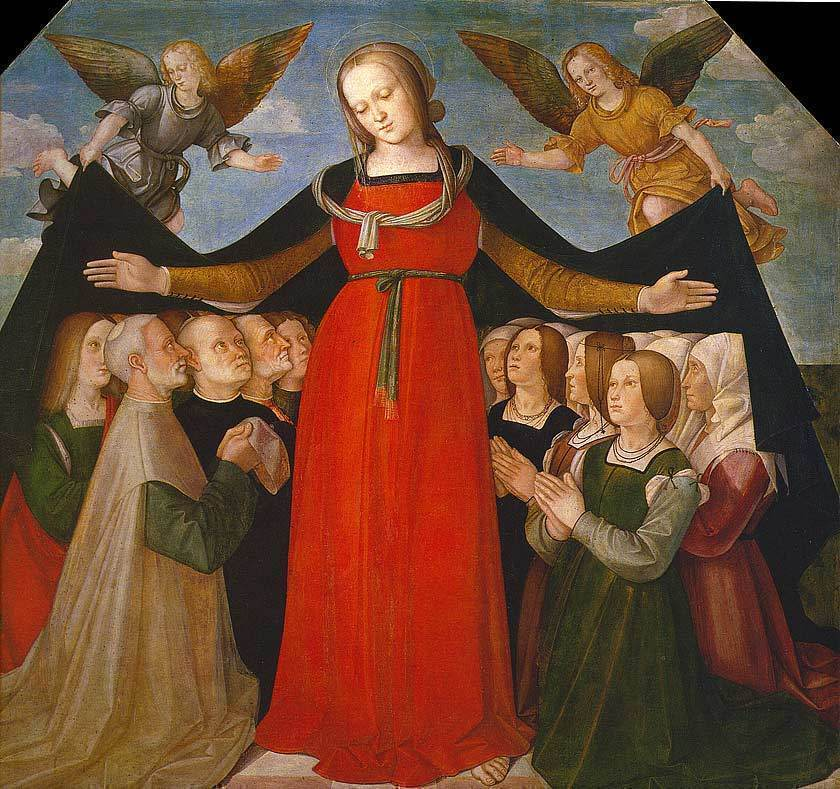
Madonna della Misericordia, chiesa di San Giovanni in Croce, attribuito a Galeazzo Campi o a Tommaso Aleni

Secondo il Vasari, egli cominciò i suoi studi insieme al celebre pittore Boccaccio Boccaccino; anche se l'eminente archeologo Luigi Lanzi dubita di ciò, definendo gli stili dei due artisti troppo distanti l'uno dall'altro.
A detta di molti, inoltre, Galeazzo non possedette un grande talento e la maggior parte dei suoi lavori, infatti, sembrano deboli imitazioni di opere del Perugino.
Secondo alcune fonti tra i suoi allievi ci fu Lorenzo Beci.

## Opere
Il primo lavoro conosciuto di Campi è l'opera dispersa "Resurrezione di Lazzaro", dipinta nel 1515.
Tra le opere degne di menzione si ricordano il polittico di S. Maria Maddalena, in collaborazione con Tommaso Aleni, la Madonna col Bambino e i SS. Biagio e Antonio (1517), la Madonna col Bambino, S. Giovannino, S. Rosa e S. Cristoforo (1518) e la Madonna col Bambino e santi del 1519.

## I figli
Galeazzo fu padre di tre figli, tutti e tre pittori, che furono i veri iniziatori della scuola pittorica cremonese: Giulio Campi, il più famoso dei tre; Vincenzo Campi; e infine Antonio Campi, che fu anche architetto.